# Josef Escher

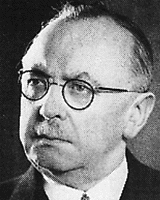
Bundesrat Josef Escher

Josef Escher (* 17. September 1885 in Simplon Dorf; † 9. Dezember 1954 in Bern; heimatberechtigt in Simplon) war ein Schweizer Politiker (SKVP). Als Bundesrat (1950–1954) stand er dem Post- und Eisenbahndepartement (1950–1954) vor und amtierte 1954 als Vizepräsident des Bundesrates.

## Werdegang
Escher studierte Rechtswissenschaften in Bern und Berlin und war ab 1912 Mitarbeiter und später Inhaber eines Rechtsanwalts- und Notariatsbüros in Brig. Er war Präsident der Katholisch-Konservativen Partei des Oberwallis (1925–1950) und der Konservativen Volkspartei der Schweiz (1946–1950).
Escher war Vorsteher des Erziehungsdepartements (1932–1933), des Militärdepartements (1932–1937) und des Finanzdepartements (1933–1937) des Kantons Wallis.
Er wurde am 14. September 1950 im ersten Wahlgang in den Bundesrat gewählt. Der Amtsantritt erfolgte am 16. Oktober 1950. Während seiner Amtszeit stand er dem Post- und Eisenbahndepartement vor. Am 24. November 1954 gab er seinen Rücktritt aus gesundheitlichen Gründen auf Ende des Jahres bekannt. Während der Nationalratssitzung am 9. Dezember 1954 erlitt er einen Zusammenbruch und verstarb noch im Bundeshaus. Ein Pontifikal-Requiem fand am 11. Dezember 1954 in der  Dreifaltigkeitskirche in Bern statt. Das Staatsbegräbnis erfolgte am 14. Dezember 1954 in der Pfarrkirche von Glis. Sein Grab befindet sich auf dem Friedhof von Glis. An sein Wirken erinnert ein Denkmal vor der Kirche von Glis und auf dem Dorfplatz von Simplon Dorf.

## Politische Ämter

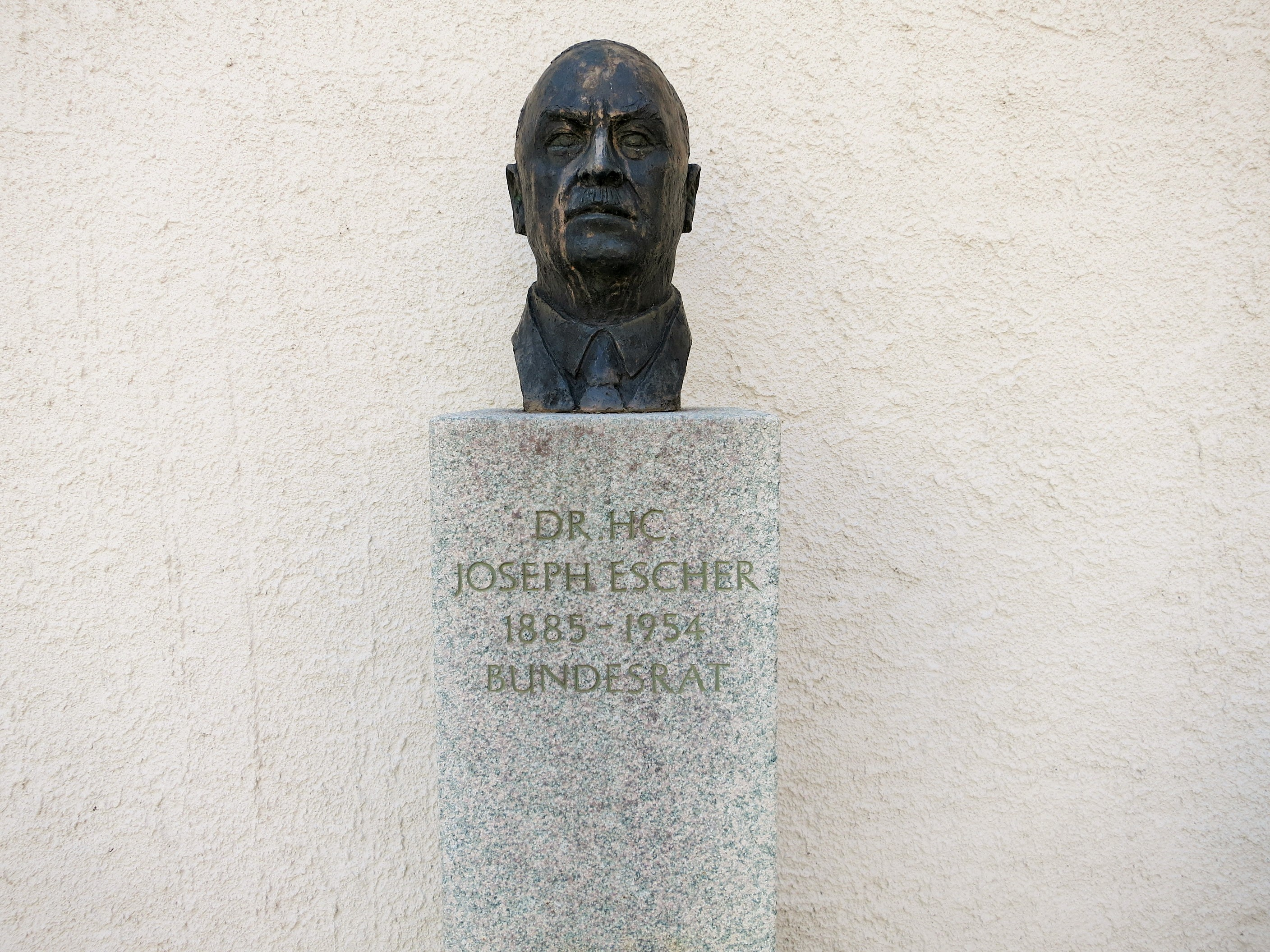
Denkmal in Simplon Dorf

- Vizepräsident von Brig (1913–1920)
- Grossrat (1917–1931, 1937–1950)
- Präsident von Glis (1921–1928)
- Nationalrat (1925–1931, 1936–1950)
- Staatsrat (1931–1937)
- Bundesrat (1950–1954)

## Wahlergebnisse in der Bundesversammlung
- 1950: Wahl in den Bundesrat mit 165 Stimmen (absolutes Mehr: 99 Stimmen)
- 1951: Wiederwahl als Bundesrat mit 194 Stimmen (absolutes Mehr: 101 Stimmen)
- 1953: Wahl zum Vizepräsidenten des Bundesrates mit 167 Stimmen (absolutes Mehr: 92 Stimmen)